# Discografia di Brooke Hogan
Questo articolo contiene la discografia della cantante pop, R&B e hip hop statunitense Brooke Hogan. Figlia del wrestler professionista Hulk Hogan, Brooke ha cominciato la sua carriera musicale a soli sedici anni, con la canzone "Everything To Me", il cui scarso successo ha portato all'annullamento della pubblicazione dell'album This Voice. Tuttavia, dal 2006 inizia ad avere successo col singolo "About Us", che entra nella top 40 dei singoli americani. Nel 2009 pubblica l'album The Redemption che, nonostante sia stato realizzato con artisti famosi come Flo Rida e Colby O'Donis, ha venduto solo 11 000 copie mondialmente.

## Album
| Anno | Dettagli                                                                             | Posizione massima | Vendite                     |
| Anno | Dettagli                                                                             | US                | Vendite                     |
| ---- | ------------------------------------------------------------------------------------ | ----------------- | --------------------------- |
| 2004 | This Voice (non pubblicato) - Album mai pubblicato - Etichetta: N/A                  | —                 | - Vendite mondiali: N/A     |
| 2006 | Undiscovered - Pubblicato: 24 ottobre 2006 - Etichetta: SMC, SoBe Entertainment      | 28                | - Vendite mondiali: 127.000 |
| 2009 | Judgement Day - Pubblicato: 4 luglio 2009 - Etichetta: Indipendente                  | —                 | - Vendite mondiali: 5.000   |
| 2009 | The Redemption - Pubblicato: 21 luglio 2009 - Etichetta: SoBe Entertainment, Fontana | 144               | - Vendite mondiali: 11.000  |

## Singoli
| Anno | Singolo                       | Posizione massima | Posizione massima | Posizione massima | Album          |
| Anno | Singolo                       | US                | US pop            | US dance          | Album          |
| ---- | ----------------------------- | ----------------- | ----------------- | ----------------- | -------------- |
| 2004 | "Everything to Me"            | 97                | —                 | —                 | This Voice     |
| 2006 | "About Us" (con Paul Wall)    | 33                | 34                | 35                | Undiscovered   |
| 2007 | "Heaven Baby"                 | —                 | —                 | —                 | Undiscovered   |
| 2007 | "For a Moment"                | —                 | —                 | —                 | Undiscovered   |
| 2009 | "Falling" (con Stack$)        | —                 | —                 | —                 | The Redemption |
| 2009 | "Hey Yo!" (con Colby O'Donis) | —                 | —                 | —                 | The Redemption |